# Straszyk olbrzymi
Straszyk olbrzymi (Heteropteryx dilatata) – gatunek owada z rzędu straszyków, jedyny przedstawiciel rodzaju Heteropteryx. Naturalnie występuje w Azji Południowo-Wschodniej, ale na całym świecie jest popularny jako zwierzę domowe.

## Systematyka
Gatunek ten opisany został w 1798 roku przez Johna Parkinsona jako Phasma dilatatum. George Robert Gray umieścił go w 1835 w monotypowym rodzaju Heteropteryx. Takson ten zajmuje pozycję siostrzaną względem rodzaju Haaniella.

## Charakterystyka
Straszyk olbrzymi charakteryzuje się wyraźnie zaznaczonym dymorfizmem płciowym.

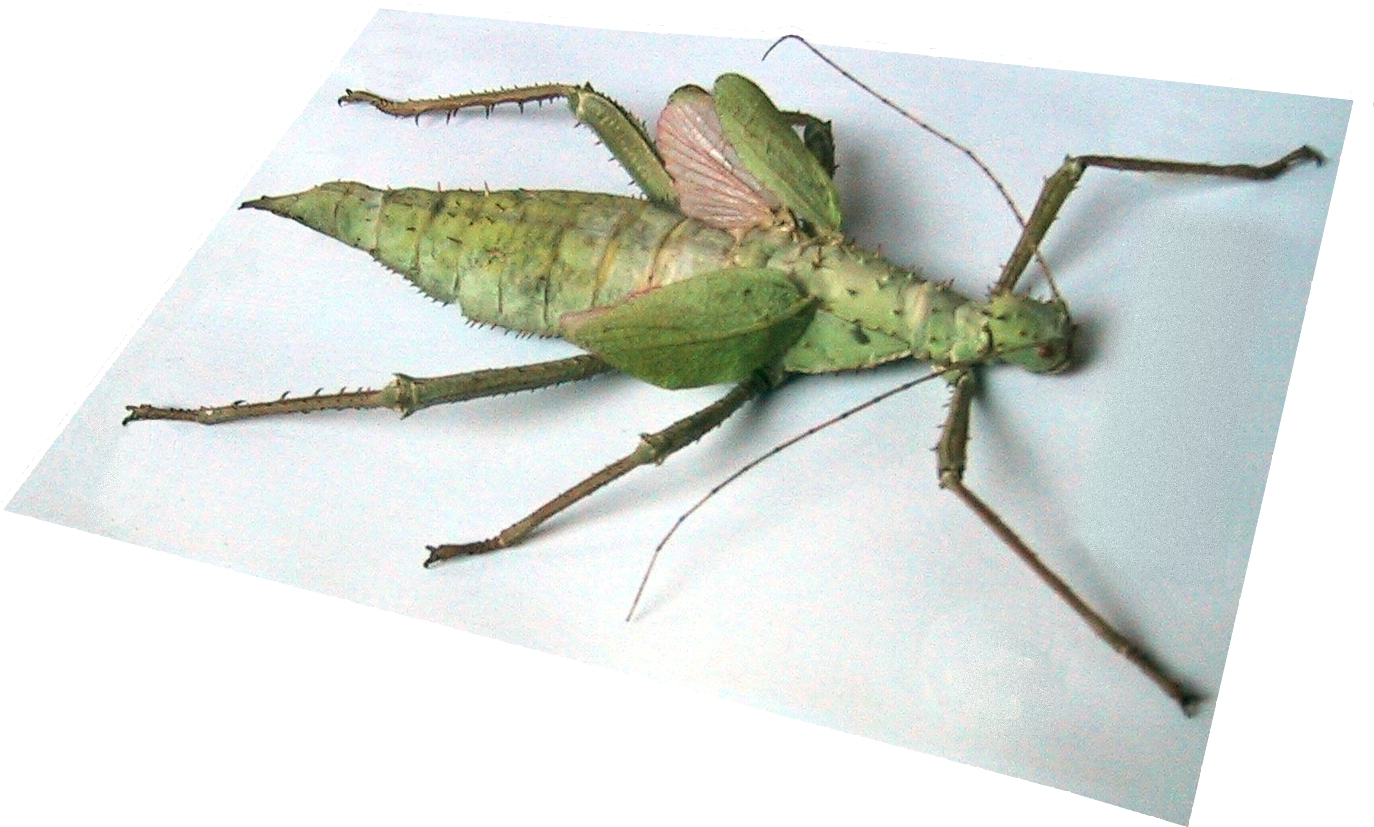
Samica formy zielonej

Samice osiągają długość 133–166 mm i masę ponad 50 g, będąc największymi przedstawicielami Heteropterygidae i prawdopodobnie najcięższymi straszykami. Wyglądem upodobnione są do liścia. Wierzch ich ciała jest jaskrawo jabłkowozielony, a spód matowozielony, choć spotyka się też formy częściowo lub całkiem żółte. Na ciele znajdują się jaskrawoczerwone kolce, z których część ma czarne wierzchołki lub niebieskawe nasady. Czułki są bardzo długie i sięgać mogą nawet końca odwłoka. Głowę cechuje silnie wypukłe, wznoszące się nad przednim brzegiem przedplecza ciemię. Przedplecze i śródtułów są trapezowate. Tergity odwłoka są silnie rozszerzone; czwarty jest najszerszy i od niego tergity są coraz węższe w obu kierunkach. Tegminy są owalne i sięgają połowy długości drugiego tergitu. Skrzydła drugiej pary są zredukowane, przejrzyście różowe. Odnóża są długie i wyposażone w ząbkowane żeberka. Segment analny ma tylny brzeg zaokrąglony i delikatnie wcięty. Przysadki odwłokowe są stożkowate. Płytka subgenitalna wyposażona jest w silny kil.

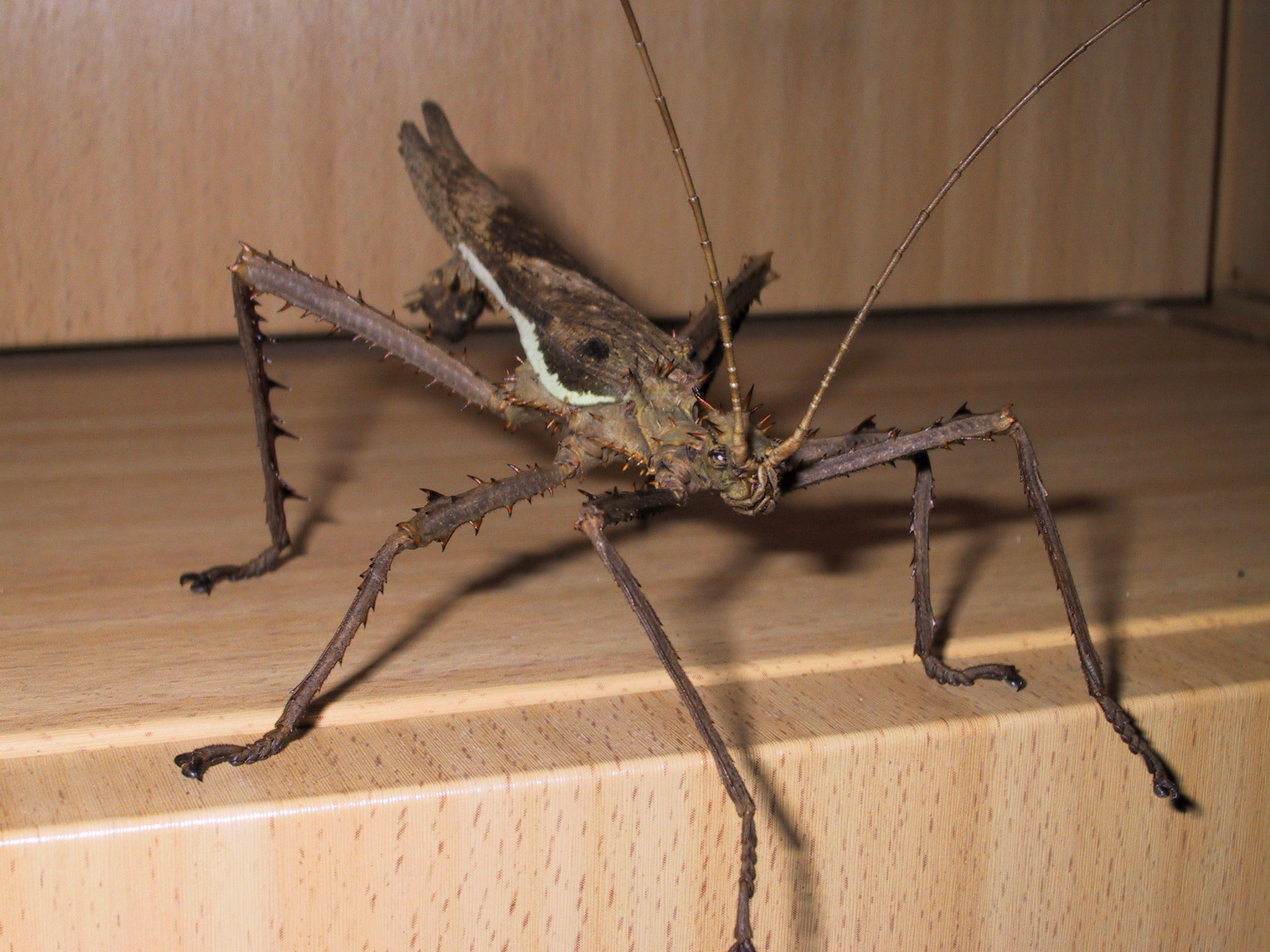
Samiec

Samce mierzą 12,5–16,5 cm. Ubarwione są w różnych odcieniach brązu z czerwonymi częściami środkowymi kolców oraz czarnymi ich wierzchołkami i czarnym pasem za oczami. Ich głowa ma kształt jak u samicy, ale wyposażona jest w dłuższe kolce. Przedtułów ma silniej wydłużone przedplecze i mocniej wyniesione pólko zmysłowe na profurcasternum. Śródtułów jest krótki, a tegminy bardzo długie, brązowe z kremowymi lub białymi znaczeniami. Tylne skrzydła są w pełni wykształcone, sięgające końca odwłoka, w części kostalnej przejrzyście brązowe z ciemnobrązowymi żyłkami, a w części analnej różowe lub czerwone z brązowymi żyłkami. Samce potrafią dzięki nim latać. Odwłok jest długi i smukły. Segment analny ma dwuzębne płatki po bokach i wykrojony tył. Przysadki analne są dość długie. Aparat genitalny cechuje szeroki vomer i bardzo bulwiaste poculum.

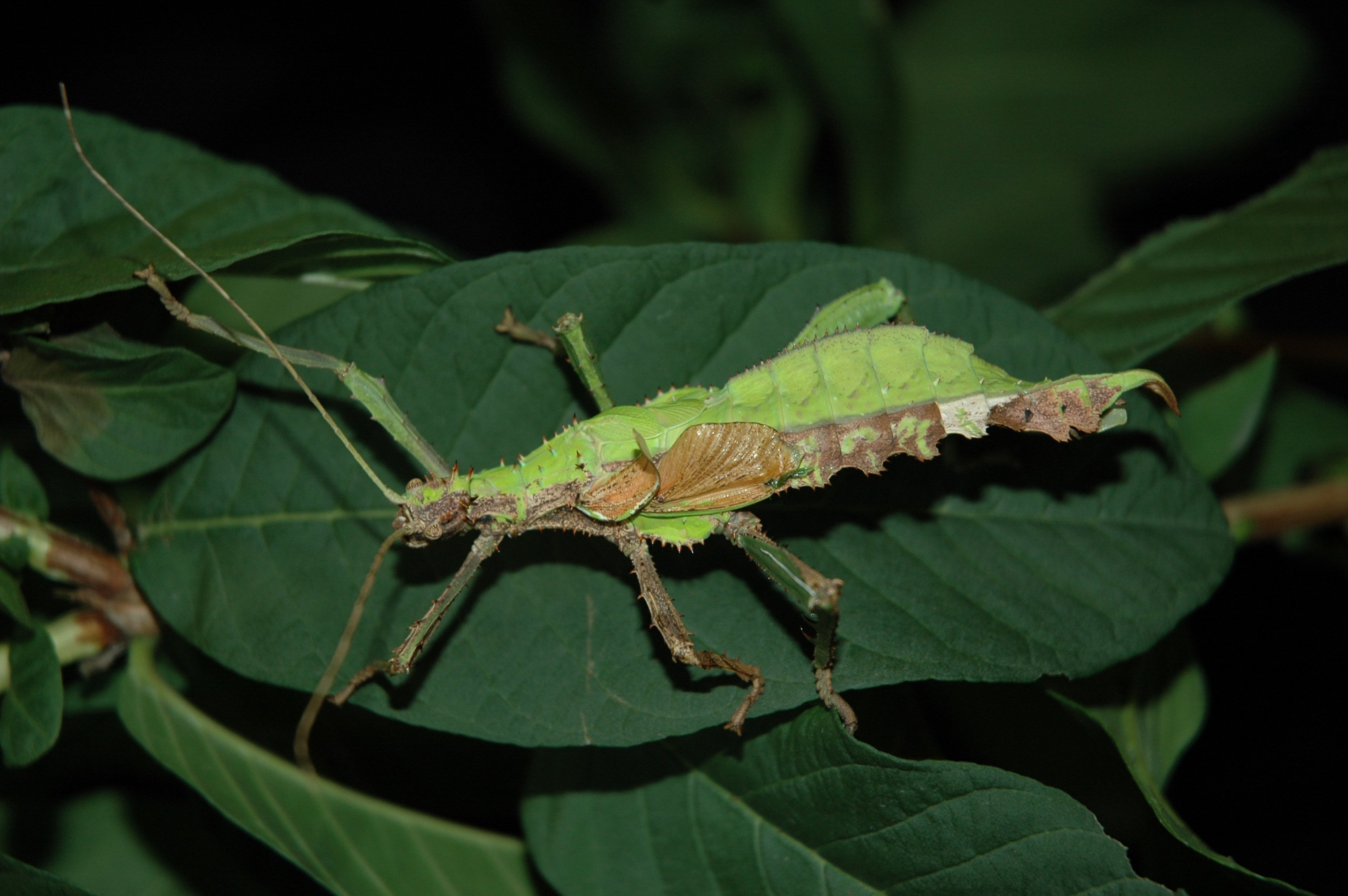
Gynandromorf

U tego gatunku często występuje gynandromorfizm.

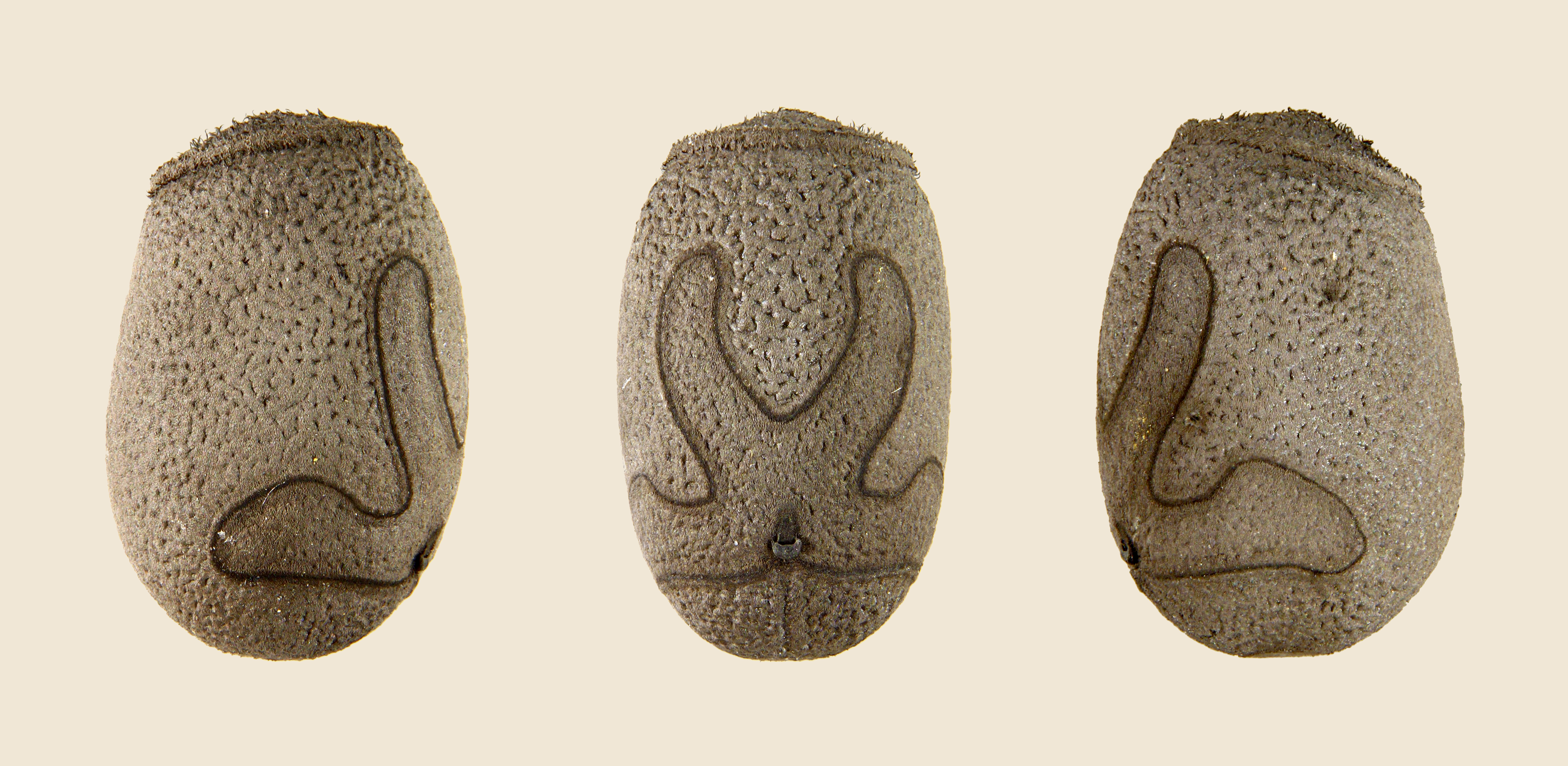
Jajo straszyka olbrzymiego z widoczną X-kształtną płytką mikropilową

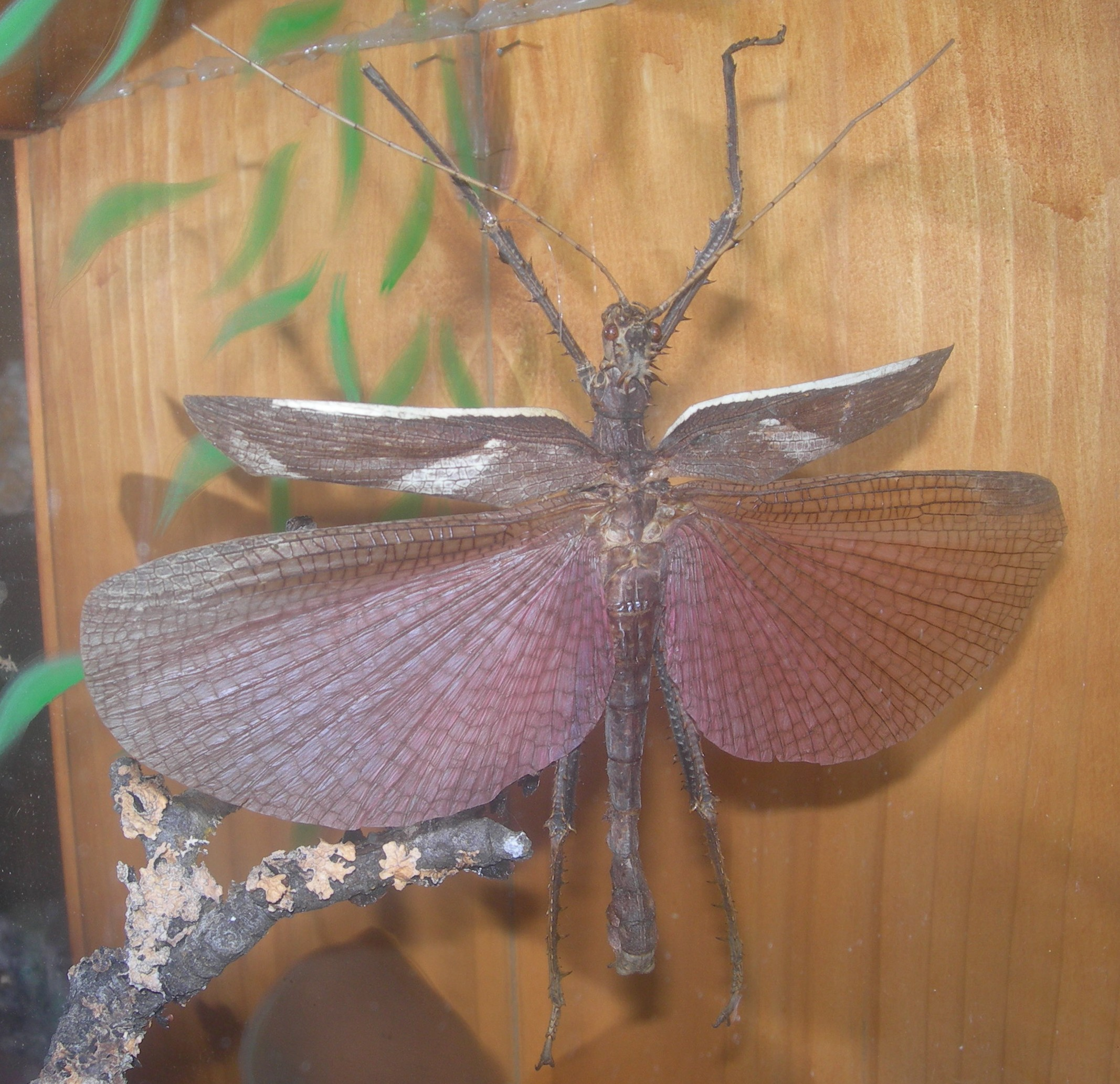
Samiec z rozłożonymi skrzydłami

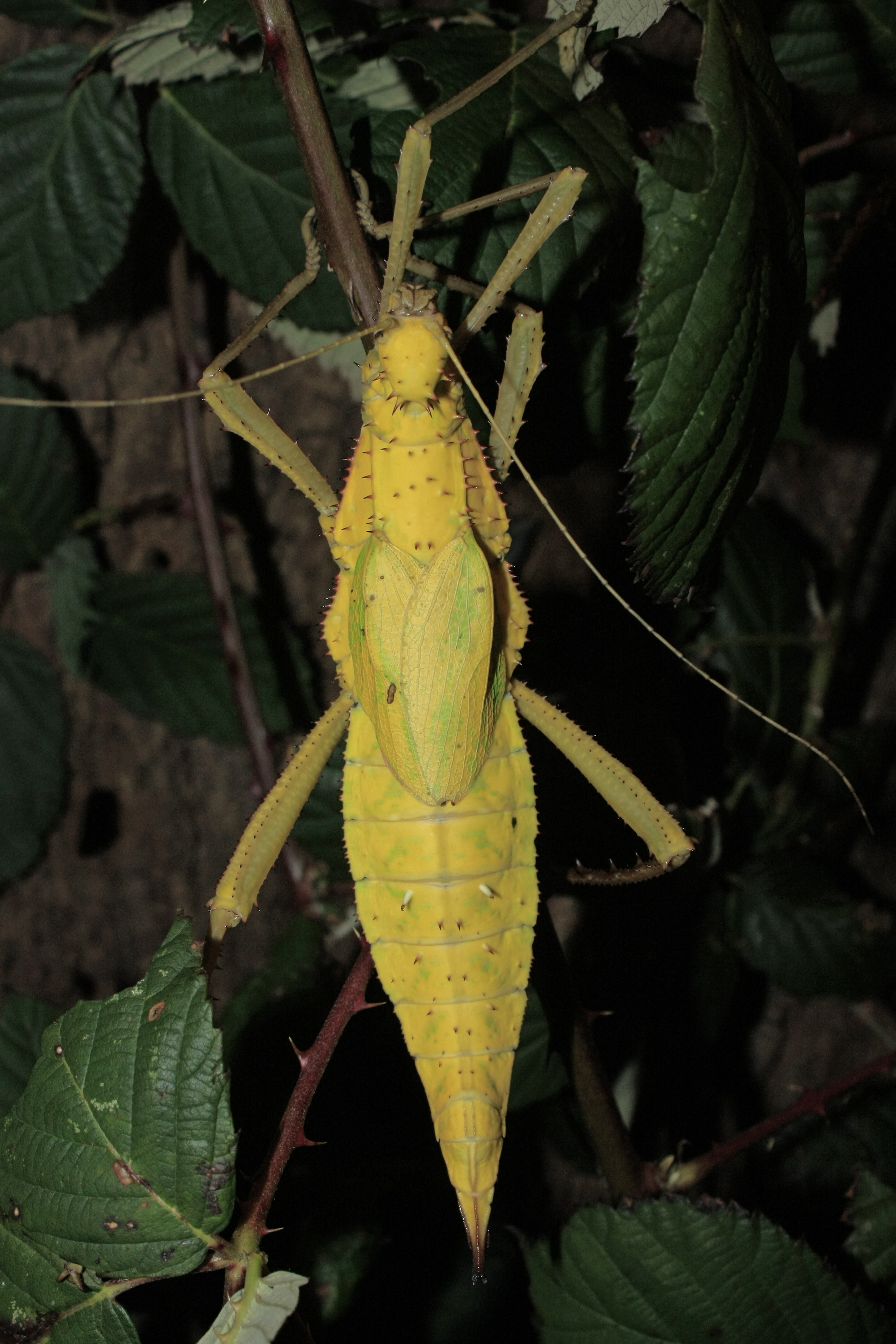
Samica formy żółtej

Jaja tego gatunku są największymi wśród owadów. Mają od 8,1 do 9,8 mm długości razem z wieczkiem. Ich kształt jest baryłkowaty, barwa matowo szara, a powierzchnia chropowata i nierówna. Płytka mikropylowa jest X-kształtna i ma ciemnobrązową krawędź zewnętrzną. Wieczko jest prawie okrągłe.

## Ekologia i występowanie
Owad spotykany w południowej Tajlandii, półwyspowej części Malezji, borneańskim Sarawaku i północno-wschodniej części Sumatry. Dawniej podawany też z Singapuru. Jest jedynym przedstawicielem Heteropteryginae wyraźnie przystosowanym do nadrzewnego trybu życia.
Odżywia się liśćmi: duriana właściwego, czapetki wodnistej, gujawy pospolitej, Grewia acuminata, Rubus moluccanus i roślin z rodzaju Uncaria. W hodowlach zjada też liście: jeżyn, róż, irg, śliw, jabłoni, grusz, głogów, jarzębów, dębów, buka zwyczajnego, różaneczników, bluszczu pospolitego, rdestowca ostrokończystego i gloterii szalon.

## Hodowla
Gatunek ten jest popularny w terrarystyce, w Europie z powodzeniem hodowany od 1974. Rozmnaża się płciowo. Jego cykl życiowy jest długi. Młode mogą się wykluwać z jaj dopiero po 18 miesiącach inkubacji, a owady dożywać 3 lat. Minimalne wymiary terrarium dla pojedynczego osobnika wynoszą 30×30×30 cm, ale wg innych źródeł niezbędna jest wysokość 60 cm do poprawnego przebiegu ostatniej wylinki. Temperatura wewnątrz powinna wynosić 20–27 °C. W hodowli wymaga utrzymania wysokiej wilgotności (60–80%), w tym codziennego zraszania. U larw można jako podłoże stosować ręczniki papierowe, ale celem rozmnażania dorosłych niezbędne jest podłoże (np. torf, włókno kokosowe), gdyż gatunek ten składa do niego jaja.
Chińczycy z półwyspowej części Malezji hodują straszyki olbrzymie w celu pozyskiwania ich odchodów. Są one suszone, mieszane z ziołami i wykorzystywane w leczeniu wielu chorób. Zawierają dużą ilość witaminy E, co ma związek z odżywianiem się przez nie liśćmi gujawy pospolitej. Znane są też przypadki wykorzystywania jaj tego gatunku jako amuletu.